# Kritik (tidsskrift)
 Ikke at forveksle med Årsskriftet Critique.
 For alternative betydninger, se Kritik (flertydig). (Se også artikler, som begynder med Kritik)
Kritik var et dansk kulturelt og akademisk tidsskrift udgivet af Gyldendal med artikler inden for det humanistiske område. Tidsskriftet blev grundlagt i 1967 af professorerne Aage Henriksen og Johan Fjord Jensen på forlaget Fremad og blev igennem en længere årrække redigeret af Frederik Stjernfelt og Lasse Horne Kjældgaard. Blandt andre redaktører finder man Poul Behrendt, Klaus P. Mortensen, Johannes H. Christensen, Hans Hauge og Poul Erik Tøjner. De sidste redaktører blev Ursula Andkjær Olsen og Elisabeth Friis. Tidsskriftet lukkede ned med nr. 216-217 i 2016.

## Ekstern henvisning
- Tidsskriftets hjemmeside Arkiveret 27. oktober 2020 hos  Wayback Machine

| Anime eller manga | Spire Denne artikel om medie og kommunikation er en spire som bør udbygges. Du er velkommen til at hjælpe Wikipedia ved at udvide den. |